# Бини
Бини (фр. Bunus) насеље је и општина у југозападној Француској у региону Аквитанија, у департману Атлантски Пиринеји која припада префектури Bayonne.
По подацима из 2011. године у општини је живело 159 становника, а густина насељености је износила 24,09 становника/km². Општина се простире на површини од 7 km². Налази се на средњој надморској висини од 440 метара (максималној 531 m, а минималној 138 m).

## Демографија
| 1962. | 1968. | 1975. | 1982. | 1990. | 1999. | 2011. |
| ----- | ----- | ----- | ----- | ----- | ----- | ----- |
| 189   | 189   | 173   | 162   | 151   | 139   | 159   |

График промене броја становника у току последњих година